# Diócesis de Xiamen
La diócesis de Xiamen, de Hsíamen o de Amoy (en latín: Dioecesis Sciiamenensis y en chino: 天主教厦门教区) es una circunscripción eclesiástica de la Iglesia católica en China. Se trata de una diócesis latina, sufragánea de la arquidiócesis de Fuzhou. Desde el 8 de mayo de 2010 su obispo es Joseph Cai Bingrui, aunque para el Anuario Pontificio es sede vacante desde mayo de 1983. La Asociación Patriótica Católica China en 1999 cedió parte de su territorio a la diócesis patriótica de Fuzhou y le anexó parte del territorio de la diócesis de Tingzhou erigiendo la nueva diócesis patriótica de Xiamen, sin asentimiento de la Santa Sede.

## Territorio y organización
La diócesis tiene 30 000 km² y extiende su jurisdicción sobre los fieles católicos de rito latino residentes en parte de la provincia de Fujian, incluyendo a los condados de Kinmen y de Lienchiang. Estos archipiélagos de las islas Kinmen y Matsu, que componen el remanente de la antigua provincia de Fujian de la República de China, son administrados por el Gobierno de Taiwán y reclamados por la República Popular de China como parte de la provincia de Fujian. El 25 de septiembre de 1968 el papa Pablo VI erigió para ellos la administración apostólica de las Islas Kinmen y Matsu sin separarlos formalmente de la diócesis de Xiamen.
La sede de la diócesis se encuentra en la ciudad de Xiamen (antes llamada Amoy), en donde se halla la Catedral de Nuestra Señora del Rosario y la excatedral de Cristo Rey ubicada en el antiguo asentamiento internacional de las isla Gulangyu.
En 1950 en la diócesis existían 28 parroquias.

## Historia
El vicariato apostólico de Amoy fue erigido el 11 de diciembre de 1883 con el breve Quod iampridem del papa León XIII, derivando el territorio del vicariato apostólico de Fo-kien Septentrional (hoy arquidiócesis de Fuzhou).
El 13 de julio de 1913 el vicariato apostólico cedió el territorio de la isla de Formosa para la erección de la prefectura apostólica de la Isla de Formosa (hoy diócesis de Kaohsiung) mediante el decreto Quo feliciter de la Congregación para la Propagación de la Fe, y al mismo tiempo, en virtud del decreto Ampliori christiani de la misma congregación, adquirió una porción de territorio del vicariato apostólico de Fokien (hoy arquidiócesis de Fuzhou).

El 17 de octubre de 1947 el Partido Comunista de China capturó Xiamen, se impuso en la guerra civil y proclamó la República Popular China el 1 de octubre de 1949. El 4 de septiembre de 1951 China comunista expulsó al nuncio apostólico Antonio Riberi y la Santa Sede continuó reconociendo a la República de China en Taiwán como el legítimo gobierno chino. Todos los misioneros extranjeros fueron expulsados de China comunista en 1952, entre ellos el obispo Juan Bautista Velasco Díaz, y los sacerdotes chinos locales debieron continuar administrando los asuntos de la diócesis.
La Asociación Patriótica Católica China fue creada con el apoyo de la Oficina de Asuntos Religiosos de la República Popular de China en 1957, con el objetivo de controlar las actividades de los católicos en China. Su nombre público es Iglesia católica china y es referida como la "Iglesia oficial" en contraposición a la "Iglesia subterránea" o "Iglesia clandestina" leal a la Santa Sede.
En el período de 1966 a 1976 la Revolución Cultural se ensañó especialmente contra la religión, destruyéndose numerosas iglesias y cesaron todas las actividades religiosas en la diócesis. A principios de la década de 1980 la diócesis reanudó sus operaciones.
Desde el 25 de septiembre de 1968 las islas Matsu y Quemoy (o Kinmen) están sometidas a un régimen de administración apostólica, sin dejar de ser parte integrante de la diócesis de Xiamen. Desde el 14 de septiembre de 1981 su administrador apostólico es el arzobispo de Taipei.
La Asociación Patriótica Católica China fusionó en 1999 las 6 diócesis de la provincia de Fujian en tres nuevos distritos eclesiásticos, uno de ellos la diócesis patriótica de Xiamen, que cedió las ciudades de Putian y Xianyou a la diócesis patriótica de Fuzhou y recibió las ciudades de Longyan, Yongding, Shanghang y Changting de la diócesis de Tingzhou, sin asentimiento de la Santa Sede.
El 8 de mayo de 2010 fue ordenado en la catedral de Xiamen el nuevo obispo, Joseph Cai Bingrui, que sucedió a Joseph Huang Ziyu (fallecido en 1991), representante de la Iglesia "oficial" china, pero cuya ordenación habría sido reconocida por la Santa Sede. A la ordenación también asistieron algunos representantes de la Iglesia "clandestina" de Xiamen, en señal de apoyo al nuevo obispo.
El 22 de septiembre de 2018 se firmó en Pekín el Acuerdo provisional entre la Santa Sede y la República Popular de China sobre el nombramiento de los obispos. El 22 de octubre de 2020 el acuerdo fue prorrogado por otros dos años y en octubre de 2022 por otros dos años más.
Debido a la situación particular de la Iglesia católica en China, la Santa Sede no nombra obispos para las diócesis chinas, que son sedes oficialmente vacantes incluso en presencia de obispos reconocidos por Roma.

## Estadísticas
Según el Anuario Pontificio 2002 la diócesis tenía a fines de 1950 un total de 16 588 fieles bautizados.
| Año                                                                             | Población            | Población | Población      | Sacerdotes | Sacerdotes    | Sacerdotes    | Bautizados por sacerdote | Diáconos permanentes | Religiosos | Religiosos | Parroquias |
| Año                                                                             | Bautizados católicos | Total     | % de católicos | Total      | Clero secular | Clero regular | Bautizados por sacerdote | Diáconos permanentes | Varones    | Mujeres    | Parroquias |
| ------------------------------------------------------------------------------- | -------------------- | --------- | -------------- | ---------- | ------------- | ------------- | ------------------------ | -------------------- | ---------- | ---------- | ---------- |
| 1950                                                                            | 16 588               | 7 500 000 | 0.2            | 20         | 12            | 8             | 829                      |                      |            |            | 28         |
| Fuente: Catholic-Hierarchy, que a su vez toma los datos del Anuario Pontificio. |                      |           |                |            |               |               |                          |                      |            |            |            |

## Episcopologio
- Andrés Chinchón, O.P. † (11 de diciembre de 1883-1 de mayo de 1892 falleció)
- Ignacio Ibáñez, O.P. † (4 de mayo de 1893-14 de octubre de 1893 falleció)
- Esteban Sánchez de las Heras, O.P. † (19 de enero de 1895-21 de junio de 1896 falleció)
  - Alejandro Cañál, O.P. † (28 de octubre de 1898-23 de noviembre de 1898 falleció) (obispo electo)
- Isidoro Clemente Gutiérrez, O.P. † (7 de agosto de 1899-10 de agosto de 1915 falleció)
- Manuel Prat Pujoldevall, O.P. † (27 de enero de 1916-6 de enero de 1947 falleció)
- Juan Bautista Velasco Díaz, O.P. † (10 de junio de 1948-mayo de 1983 renunció)
  - Sede vacante
  - Joseph Huang Ziyu † (30 de noviembre de 1986 consagrado-8 de abril de 1991 falleció)
  - Joseph Cai Bingrui, consagrado el 8 de mayo de 2010